# Résolution 1516 du Conseil de sécurité des Nations unies
Membres permanents
- Chine
- États-Unis
- France
- Royaume-Uni
- Russie

Membres non permanents
- Allemagne
- Angola
- Bulgarie
- Chili
- Cameroun
- Espagne
- Guinée
- Mexique
- Pakistan
- Syrie

Résolution no 1515 Résolution no 1517
La résolution 1516 du Conseil de sécurité des Nations unies, adoptée à l'unanimité le 20 novembre 2003, après avoir réaffirmé les principes de la Charte des Nations unies et la résolution 1373 (2001),  condamne les attentats de novembre 2003 à Istanbul.
Le Conseil de sécurité réaffirme la nécessité de lutter contre les menaces à la paix et à la sécurité internationales résultant d’actes terroristes et condamne, avec d'autres actes terroristes dans divers pays, les attentats à la bombe d’Istanbul, qui ont coûté la vie à 57 personnes et blessé plus de 700 personnes. Elle a exprimé sa sympathie et ses condoléances aux familles des victimes et au peuple et aux gouvernements de la Turquie et du Royaume-Uni.
La résolution appelle tous les États à coopérer pour traduire les auteurs en justice conformément à leurs obligations en vertu de la résolution 1373. Enfin, le Conseil conclu en exprimant sa détermination à lutter contre toutes les formes de terrorisme.